# 荒舩清十郎
荒舩 清十郎（あらふね せいじゅうろう、1907年（明治40年）3月9日 - 1980年（昭和55年）11月25日）は、日本の政治家、実業家。位階は正三位、勲等は勲一等。運輸大臣（第33代）、行政管理庁長官（第40・42代）、衆議院副議長（第49代）。衆議院議員（13期）。東映フライヤーズのプロ野球選手（1970年 - 1972年）、埼玉県議会議員（1期、1979年4月 - 1983年3月）であった荒舩洋資は甥であり後に養子となる。

## 来歴・人物
埼玉県秩父郡高篠村（現秩父市）出身。先代・清十郎の長男。埼玉県立工業学校卒業、明治大学専門部中退。織物製造業を経営。
「清十郎」は先祖代々の襲名で、本人は16代目にあたる（以後は襲名者は出ていない）。ほとんどのメディアでは「荒船」と表記していたが、「荒舩」が正しく、本人は誤記されると怒ったという。先祖は鎌倉で船大工をしており、公家の船しか作らなかったため「舩」の字を用いた、とされる。
秩父銀行頭取となった後、青年団の幹部を務めていたこともあり、当時埼玉県の財政圧迫の主要因となっていた荒川の洪水を防ぐために、各青年団に檄を飛ばし霞堤の取り壊し運動をするも当局の取り締まりにかなわず断念。その際、憲兵隊分隊長に「そういう非常手段をとるよりも、もっと力をあわせて上流にダムをつくるなどの政治手段をとれ」と諭され、荒川の問題を政治の力で解決できると確信し、政界を目指す。1937年（昭和12年）4月、高篠村会議員。1940年（昭和15年）1月、立憲政友会に所属で埼玉県会議員に初当選。1944年（昭和19年）11月から1945年（昭和20年）11月まで副議長。1943年（昭和18年）から1945年（昭和20年）まで高篠村村長。1946年（昭和21年）日本自由党公認で第22回衆議院議員総選挙に埼玉県全県区から立候補して初当選。その後、1947年（昭和22年）3月に公職追放を受け失職したが、1950年（昭和25年）10月に追放を解除され、1952年（昭和27年）10月、第25回総選挙で埼玉県第3区から自由党所属で立候補して、返り咲き当選を果たす。保守合同後は自由民主党の石井派に属していたが、第28回衆議院議員総選挙後に大野伴睦（睦政会）派に移り、大野没後は後述の通り、交友クラブの発足に尽力し、川島正次郎とそれを継承した椎名悦三郎からの信任が厚かった。また、1953年（昭和28年）には、議院運営委員会委員として議事進行係を務める。党役職としては副幹事長、総務会副会長、顧問を歴任。
1955年（昭和30年）12月、高篠村立高篠中学校敷地として土地を寄付により1957年（昭和32年）4月24日紺綬褒章受章、功績顕著として木杯一組台付を賜った。
衆議院では1959年（昭和34年）6月議院運営委員長、1960年（昭和35年）12月決算委員長、1963年（昭和38年）10月予算委員長を歴任。
また、容姿に似合わず酒はあまり飲まなかったという。

## 運輸大臣就任と深谷駅問題
1966年（昭和41年）8月、第1次佐藤第2次改造内閣の運輸相に抜擢されるが、10月1日からのダイヤ改正に際して、国鉄に要請して自分の選挙区（当時の埼玉3区）にあった深谷駅を急行停車駅に指定させたため、世論の批判を受ける。
問題が表面化した9月3日の夜、荒舩は自宅で新聞記者に「私のいうことを国鉄が一つぐらい聞いてくれても、いいじゃあないか」と発言した。9月12日の参議院運輸委員会でこの問題が取り上げられ、石田礼助国鉄総裁は「いままでいろいろ御希望があったのだが、それを拒絶した手前、一つくらいはよかろうということで、これは私は心底から言えば武士の情けというかね」と答弁した。さらに、この問題を皮切りに、以下のような疑惑が次々と国会で追及されることになる。
- 衆議院決算委員長在任中の1961年2月、田中彰治が関与したとされる大阪拘置所の土地交換に関わる恐喝疑惑に関し、田中とともに非公式に大阪に赴き、土地交換の関係者に面会していた[18][19]。
- 運輸大臣就任直後の1966年8月に各業界との懇談会を開いた際、荒舩の個人後援会「瀞白会」の役員が、業者に後援会への加入を勧誘した[20]。
- 1966年9月にソウルで開かれた日韓経済閣僚懇談会に出席した際、民間業者2人を同行した[21]。荒舩はかれらが自身らの商用で行くというので口を利いただけだと弁明したが、入管の出国カードには2人が荒舩運輸相随行員と記されていたことや運輸省から駐韓日本大使館に２人は秘書でないが同行させるとの連絡が入っていたことが明らかになった。
- 後援会の会員と荒舩が上野駅の構内食堂を経営していたが、その後新聞でもとくに名を伏せるとされた女性と荒舩は経営を代わっており、その食堂がはやっているため拡張を計画し、それを国鉄に陳情、国鉄側は困っていると報じられた[22]。

こうした一連の疑惑が積み重なり、荒舩は10月11日に辞表を提出した。辞任時の記者会見では「悪いことがあったとは思わない。ただ、今は世論政治だから、世論の上で佐藤内閣にマイナスになると、党員として申訳ないので辞める」と語っている。所属派閥の領袖であった自民党副総裁川島正次郎は、10月29日の記者会見で「荒船〔ママ〕君はやっぱり“野におけレンゲ草”だったよ」と評した。
『宝石』（光文社）1966年12月号は「'66年度“宝石最低殊勲賞”政界の部“最低放言賞”」に荒舩を選び、選考委員の一人であった評論家大宅壮一は「ダイコンみたいなものだ」と評した。
翌1967年（昭和42年）の第31回総選挙で、埼玉3区から立候補した荒舩は、まず秩父神社で選挙演説を始め、「代議士が地元のために働いてどこが悪い。深谷駅に急行を止めて何が悪い」と演説し喝采を浴びると共に、そのあまりにもストレートな地元至上主義的な内容でマスコミ関係者の度肝を抜いた。

### 衆議院副議長就任と荒舩放言問題
1970年（昭和45年）衆議院副議長に就任した。
1972年（昭和47年）1月8日、自らの後援会「荒舩会」が開催した新年旅行の途上、列車内において講演し、その中で、1971年の沖縄国会（第67回臨時国会）会期中の学生らによる抗議デモに言及し「社会党や共産党はじめとして、あらゆる自由民主党以外の政党は、沖縄返還反対だといって学生をおだてて火炎ビンを投げさせる」「学生に火炎ビンを投げさしたり、竹やりであばれさしたり、町中火をつけたりたのには日当五千円ずつ、一日に五千円ずつ払ってあばれさしたんだ。この金は隣の共産党の国からきている」などと発言した。またこの際、上越新幹線のルート決定について「新潟県では通産大臣をやっている田中角栄、それから群馬県では外務大臣の福田赳夫、埼玉県は荒船〔ママ〕清十郎、この三人でどこに止めるか、どういうふうに通すかという特別委員になりましてきめたわけでございます」とも発言している。この録音テープを日本共産党が入手して1月23日付の党機関紙『赤旗』紙上で暴露するとともに、24日の衆議院議院運営委員会において「公党に対するいわれのないひぼう」として追及した。荒舩は「テープには“といううわさがある”といった個所が消されている」などと釈明したが、25日に副議長辞任に追い込まれた。

### ロッキード国会と議員在職中の死去
1976年（昭和51年）衆議院予算委員長としてロッキード事件の証人喚問を取り仕切った。このとき決して所属政党の都合のみに偏せず、国民の実態を知りたいという要望にも応えた、委員長としての采配ぶりは評判がよく、かつて一連のスキャンダルで、本人自身が政治生命を半分失ったと嘆いていたが、それを取り戻した趣きがあるほど、国民の人気も高まった。同年9月衆議院永年在職議員表彰。同年三木改造内閣、翌年福田改造内閣でそれぞれ行政管理庁長官となり、戦後最大の審議会統廃合を推進。また、ニセ電話事件においては弾劾裁判の裁判長も務めている。
1977年（昭和52年）4月の春の叙勲で勲一等に叙され、旭日大綬章を受章する。
1980年（昭和55年）11月25日、喘息で入院していた神奈川県相模原市の国立相模原病院で死去した。73歳没。同月28日、特旨を以て位記を追賜され、死没日付をもって正三位に叙され、銀杯一組を賜った。また、1981年 (昭和56年) 1月29日、衆議院本会議において高田富之による追悼演説が行われた。

## 政治姿勢

### 委員長として
「たとえば社会党と話をして、どういうことをしたら向こうの顔が立つか、こっちだけの主張を通したんじゃ、運営はうまくいかないですね。まあ五分五分勝たなくたっていい。なるべくゴタゴタしないで、運営できるように。しかも、まあ、やっとでもいいから、法案が成立するようにと、こういう考えですね、わたくしは」とあるように野党の主張を踏まえた運営を行うことが多かった。
1976年(昭和51年)、日本社会党の安宅常彦は「武器」の定義をめぐり通商産業省と防衛庁の間における解釈の相違を追求した際には、「委員長から総理に申し上げますが、実は鉄かぶとが兵器で戦車が兵器でないというようなことは世界じゅうの常識から通らないと私も思います。したがいまして、こういう見解は、ひとつ内閣で統一した見解をつくっていただくべきだと思いますが、総理はこれに対して御答弁願います。」と質問者側に立って政府側を追求する一方、答弁に反発する安宅に対して「安宅君に申し上げますが、多少の時間、空白がありましたのをおまけをいたしますから、御承知を願います。」と取引を持ち掛けた。それに対し安宅は「多少のおまけとは何分か」と問い返し、荒舩が「審議中断は正確には四分間だが、政府の不手ぎわもあるから二十分間の延長を認めます。」と返答し、審議はスムーズに進んだという。

### 地方への態度について
徹底して地元への利益誘導型の政治を行った。たとえば、地元から事業について依頼された際には補助金の獲得等に尽力し、地元にとっては事業実現ための大きな力であった。そして、この背景には、故郷である秩父を愛する気持ちがあったという。
1976年(昭和51年)、当時の三木武夫総理大臣から「予算の仕組みをするについて君のいうことを聞くから」、予算委員長に留任するように要請された。その際、荒舩は第1次オイルショックやそれに伴う総需要抑制策による不況によって、市町村の財政へのダメージが大きいとして、地方財政への対策を予算に盛り込むことを条件に出している。

## エピソード
決してクリーンではないが気骨ある政治家として知られ、また品性に欠ける嫌いがあったものの愛嬌があり憎めない党人派として国民から親しまれた。
戦時中に九六式艦上戦闘機を寄付し、荒舩号と名付けられた。
歌手の春日八郎の後援会長も務めていたことがあり、1963年（昭和38年）には日本初の代議士ソングとされる『荒舩清十郎の唄』（作詞森菊蔵、作曲長洲忠彦、歌サニー・トーンズ）をレコード発売した。
まだ入閣したことがなかった荒舩は、内閣改造に際して自らが所属する川島派の大臣候補として首相に推薦されたものの、首相から反対を受け当時総務会長であった赤城宗徳が就任することとなった。そして、この経緯を知る赤城は内閣改造後の派閥の乾杯の際に思わず「すみません」と頭をさげたが、「すみませんということがあるものか。めでたいよ。こんどは赤城さんにがんばってもらって、オレたちを早く押し出してもらうさ」と全く意に介さない様子で真っ先に盃を上げた。この一連の流れを受け、川島はホッと救われた表情をしたという。
衆議院予算委員長在任中の1976年4月に映画『戦場にかける橋』がフジテレビ系「ゴールデン洋画劇場」で放映された際、冒頭のナレーションとイギリス軍指導教官役の日本語吹き替えに起用された。ロッキード事件での小佐野賢治の証人喚問の際に国会中継を見ていたスタッフが起用を決めた。元々は重要な登場人物を演じた早川雪洲を吹き替える予定であったが、当人が忙しく、そもそも俳優・声優などでもないため、当初の予定より出番を大幅に減らして起用された。
1976年にニセ電話事件の弾劾裁判の判事に法曹出身の横路孝弘や寺田熊雄等と共に選出された。そして、裁判長を選出するに際し投票が行われ、荒舩自身は弁護士で法学博士であった田中伊三次に投票した。しかし、投票の前日に荒舩以外の13名の判事は「裁判長は荒舩にしよう彼には黙っていよう。」と密約を交わし、全員が荒舩に投票した。そして、引き受けることを渋った荒舩であったが、周囲の説得を受け裁判長を引き受けた。
1977年に第6回ベストドレッサー賞を受賞している。選考理由はストライプのスーツであったが、本人はそのことを理解しておらず、無地のスーツで受賞式に現れた。
公害国会を経て、混入物質の濃度を示す単位のppmが環境汚染の指標として盛んに使われていた頃、荒舩はppmを汚染物質そのものと勘違いしていた。空気のきれいな当時の北京の空港に降り立った際に「ここはppmがないなあ」と言って同行の竹下登を呆れさせている。そんな荒舩だが環境議員連盟には真っ先に参加。竹下がからかって「今後、この議連は上級・中級・初級に分けます。橋本君は上級、海部君は中級、君（荒舩）は初級だ。」というと、「それはそうだな。おれは何も分ってないんだからな。」と素直に応えたという。

### 川島正次郎との関係
荒舩は川島のことを「生涯の師」と仰ぐ一方、川島も荒舩の人柄や派閥でのはたらきを評価していた。
当時立憲政友会で埼玉県青年部長をしていた荒舩は、裕福な家の出身であったこともあり1939年（昭和14年）9月に実施される貴族院議員多額納税議員に立候補しようとしていた。しかし、立候補を予定していた松本真平、岩田三史は何れも政友会の所属であったため、荒舩の出馬に伴う共倒れを怖れ、関東全体の選挙区を調整する役目にあった鳩山一郎が秩父に赴き出馬を取りやめるよう説得に当たったが、荒舩は承知しなかった。そこで、候補者が前田米蔵の系統ということもあり、前田の代理として川島が秩父へと派遣されることとなった。秩父に着いた川島は、出迎えた荒舩に料理屋へ案内させると芸者を呼び、どんちゃん騒ぎをした。そして、「荒舩クン、貴族院議員は7年だが、一回やればそれで終わりだ。もっと長い方を選んだらどうだい。お互い若いんだから一緒にやろうや。ボクも前田もキミを応応援するよ」「君のような三十歳になったかならないかの若いものが多額納税議員に出るのは自殺行為だ」「この次は必らず〔ママ〕衆議院に公認するから」などと諭し続けた。これを受け、荒舩は貴族院議員に出馬することを諦め、埼玉県会議員に出馬することとした。
1962年（昭和32年）に岸派が分裂する際に、川島の承諾を得ることなく川島を中心とする派閥を結成するために動き出し、一度は資金面で適正規模とされた25人を集めることに成功した。しかし、実際に11月8日に行われた結成大会に集まったのは12人に過ぎず、荒舩は2週間にわたり、松沢雄蔵らとともに奔走し26日に再び行われた結成大会では19人を集めた。

### 衆議院予算委員長として
池田内閣で当時法務大臣を務めていた賀屋興宣に頼まれ、メロン2個と引き換えに、「内閣総理大臣、賀屋興宣クーン」と指名した。
1969年2月14日に午前9時40分から開かれる予算委員会では、沖縄問題等に関して有田喜一防衛庁長官に対する質疑が予定されていた。一方、同日の午前10時から開かれる参議院本会議でも8日に起きた自衛隊機墜落事件に関する質疑が予定されており、結果的に衆議院予算委員会と参議院本会議の両方が有田長官に出席を要求する事態となった。このため参議院側から衆議院側が譲歩するように説得が行われたが、荒舩は頑として譲歩しなかった。結果的に、参議院本会議は午前中に予鈴こそ鳴らされたものの、午後1時4分に至るまで開議に至ることができなかった。これに対し参議院の議院運営委員会の理事の一人は、「なにしろ急行列車をとめた人だから本会議をとめるぐらい平気なのだろう」と言い放ったという。

### 日韓条約に関する荒舩発言
1965年（昭和40年）6月、日韓基本条約が締結され、今後の10年間で3億ドルの無償援助を含む総額8億ドル以上の援助を行うことが決定した。3億ドル(当時のレートで1080億円)は、当時の日本政府の一般会計予算の約3%に相当する。一方、借款は低利とはいえ有利子で、返済期間は20年でこの種の開発プロジェクトの借款としては長いものではなく、既に過去の援助借款に一部焦げ付きを出していたこともあり、危ぶむ声もあったが、韓国政府は返済に自信があるとした。荒舩は運輸相（当時）として、日韓経済閣僚懇談会のメンバーとなり、借款問題等を取り扱ったが、原資は日本の税金ながら、いわゆる紐付き借款であるため、日本側の業者にとっては利益に繋がり、荒舩自身も知り合いの業者を日韓経済閣僚懇談会の行われる韓国ソウルに同行させる等、積極的であった節がある。荒舩は1965年11月20日に、地元選挙区の集会（秩父郡市軍恩連盟招待会。彼らは旧軍人とその家族･遺族への恩給問題を取り扱うため、徴用朝鮮人らとある意味共通の問題を抱え、朝鮮人らの気持ちがよく分かるとともに、同時に外国に金を出すくらいであれば、まず自身らの恩給を確保して欲しいことを願わざるをえない立場でもあった）にて、次のように発言した。
戦争中朝鮮の人達もお前達は日本人になったのだからといって貯金をさせて1100億になったがこれが終戦でフイになってしまった。それを返してくれと言って来ていた。それから36年間統治している間に日本の役人が持って来た朝鮮の宝物を返してくれと言って来ている。徴用工に戦争中連れて来て成績がよいので兵隊にして使ったが、この人の中で57万6000人死んでいる。それから朝鮮の慰安婦が14万2000人死んでいる。日本の軍人がやり殺してしまったのだ。合計90万人も犠牲者になっているが何とか恩給でも出してくれと言って来た。最初これらの賠償として50億ドルと言って来たが、だんだんまけさせて今では3億ドルにまけて手を打とうと言って来た。
このことは、後に慰安婦問題につながり、国連のマクドゥーガル報告書の日本軍の性奴隷制や虐待死の根拠の一つとされた。

## 略年譜
- 1907年　(明治40年)　3月9日 - 埼玉県秩父郡高篠村、先代荒舩清十郎の長男として生まれる。
- 1913年　(大正2年)　4月 - 秩父郡高篠村立高等尋常小学校入学。
- 1920年　(大正9年)　
  - 3月 - 秩父郡高篠村立高等尋常小学校高等科1年修業。
  - 4月 - 埼玉県立工業学校入学。
- 1925年　(大正14年)　
  - 3月 - 埼玉県立工業高校卒業。
  - 4月 - 織物屋　丸上を経営。
- 1929年　(昭和4年)　12月 - たけと結婚
- 1935年　(昭和10年)　11月 - 秩父銀行取締役頭取に就任。
- 1937年　(昭和12年)　4月 - 高篠村会議員に当選。
- 1940年　(昭和15年)　1月 - 埼玉県議会議員に当選。
- 1943年　(昭和18年)　
  - 3月 - 高篠村村長に就任。
  - 5月 - 明治大学修業。
- 1944年　(昭和19年)　11月 - 埼玉県議会副議長に就任。
- 1945年　(昭和20年)　11月 - 日本自由党入党。
- 1946年　(昭和21年)　4月 - 第22回衆議院議員総選挙に埼玉全県区から出馬し初当選。
- 1947年　(昭和22年)　3月 - 公職追放を受け失職。
- 1950年　(昭和25年)　10月 - 公職追放解除。
- 1952年　(昭和27年)　10月 - 第25回衆議院議員総選挙に埼玉県第3区から出馬し当選。(以後衆議院選挙は、同選挙区より出馬し11回連続当選)
- 1953年　(昭和28年)　7月 - 衆議院の議事進行係を務める。
- 1954年　(昭和29年)　8月 - 第5次吉田内閣で建設政務次官に就任。
- 1957年　(昭和32年)　4月 - 紺綬褒章受章。
- 1959年　(昭和34年)　6月 - 議院運営委員長に就任。
- 1960年　(昭和35年)　12月 - 決算委員長に就任。
- 1963年　(昭和38年)　10月 - 予算委員長に就任。(以後同職を5度務める。)
- 1966年　(昭和41年)
  - 8月 - 第1次佐藤第2次改造内閣で運輸大臣に就任。
  - 10月 - 国鉄をめぐる種々の疑惑により運輸大臣を辞任。
- 1970年　(昭和45年)　1月 - 衆議院副議長に就任。
- 1972年　(昭和47年)　1月 - 共産党をめぐる放言問題を受け衆議院副議長を辞任。
- 1976年　(昭和51年)　
  - 1月 - 予算委員長に就任し、ロッキード事件の証人喚問を差配。
  - 9月15日 - 三木改造内閣で行政管理庁長官に就任。
  - 9月27日 - 衆議院から衆議院永年在職議員表彰を受ける。
  - 12月 - ニセ電話事件の弾劾裁判所裁判長に選任。
- 1977年　(昭和52年)　
  - 4月 - 勲一等旭日大綬章を受賞。
  - 11月 - 福田赳夫改造内閣で行政管理庁長官に就任。
- 1980年　(昭和55年)　
  - 11月25日 - 死去。
  - 11月25日 - 正三位に叙される。
  - 12月 - 秩父市名誉市民に推戴。

## 著書
- 『ロッキード問題と51年度予算』（政財界、1976年）

## 栄典
- 1957年（昭和32年）4月24日 - 紺綬褒章、木杯一組台付
- 1977年（昭和52年）4月29日 - 勲一等旭日大綬章
- 1980年（昭和55年）11月25日 - 正三位、銀杯一組